# Перуанская разноцветная сойка
Перуанская разноцветная сойка, или перуанская голубая ворона (лат. Cyanocorax yncas), — вид птиц семейства врановых. Выделяют пять подвидов. Распространён в Южной Америке.

## Описание
Перуанская разноцветная сойка длиной от 29 до 31 см. По сравнению с другими представителями рода у неё маленький, чёрный клюв и относительно длинные, на конце тонкие перья хвоста. Крылья относительно короткие и округлённые. Носовые перья образуют маленький хохол. Лоб светло-фиолетового цвета. «Борода», щёки, верхушка головы и затылок фиолетовые, нижний край затылка немного синеватый. Горло, нижняя часть щёк и «брови» чёрные. Над глазами имеется маленькое фиолетовое пятно. Верхняя часть тела и крылья зелёные, брюхо и нижняя сторона крыльев жёлтые. Хвост тёмно-зеленый, его внешние перья жёлтые. Ноги рыжие, цвет радужин варьирует от коричневого до жёлтого цвета. Половой диморфизм не выражен.

## Распространение
Перуанская разноцветная сойка широко распространена в Южной Америке. Ареал простирается от Колумбии вплоть до северо-запада Венесуэлы (к востоку от штата Сукре), к югу через восток Эквадора, центральный и восточный Перу до запада центральной Боливии (Ла-Пас и Кочабамба).
Перуанская разноцветная сойка населяет нижний ярус леса и кустарниковый подлесок. Там она роется с небольшой стаей в поисках корма. Она живёт на равнине и на поросших лесом склонах гор, в Мексике вплоть до высоты 1 800 м над уровнем моря, в Андах преимущественно на высоте от 1 400 до 3 000 м над уровнем моря.

## Питание
Питание состоит из множества беспозвоночных животных, как, например, жуков, дождевых червей и сверчков, а также яиц ящериц и мелких птиц, семян, ягод и плодов. Также можно наблюдать пристрастие птиц к желудям и семенам серенои. Известны случаи охоты на рогаток.

## Классификация
Некоторые учёные разделяют вид из-за двух разделённых популяций на два вида: северный Cyanocorax luxuosus и южный Cyanocorax yncas.